# Liste der Bodendenkmale in Bad Gandersheim
In der Liste der Bodendenkmale in Bad Gandersheim sind die Bodendenkmale der niedersächsischen Gemeinde Bad Gandersheim aufgeführt. Die Quelle ist der Denkmalatlas Niedersachsen.
- Bitte beachten Sie, dass diese Liste keinen Anspruch auf Vollständigkeit erhebt. Die Angaben ersetzen nicht die rechtsverbindliche Auskunft der zuständigen Denkmalschutzbehörde.
- Der Stand der Liste ist der 8. Februar 2025.

Bad Gandersheim im Landkreis Northeim

## Allgemein
In den Spalten finden sich folgende Informationen des Bodendenkmales:
| Lage         | geographische Koordinaten                                                           |
| Bezeichnung  | Bezeichnung lt. Denkmalatlas                                                        |
| Beschreibung | Beschreibung lt. Denkmalatlas                                                       |
| ID           | Objekt-ID                                                                           |
| Bild         | Bild, ggf. zusätzlich mit Link zu weiteren Fotos im Medienarchiv Wikimedia Commons. |

## Bad Gandersheim
| Lage                        | Bezeichnung                          | Beschreibung | ID       | Bild |
| --------------------------- | ------------------------------------ | --- | -------- | ---- |
| 51° 52′ 58″ N, 10° 0′ 7″ O  | Bad Gandersheim 11, Grabhügel        | Größe ca. 13 × 9 m und Höhe ca. 0,7 m. Oval. Im NW angeschnitten. | 34819577 | BW   |
| 51° 52′ 14″ N, 10° 1′ 34″ O | Bad Gandersheim 16, Kreuzstein       | Kreuzstein aus Kalkstein. H. 1,18 m, Br. 0,7 m, D. oben 0,17 m, D. unten 0,21 m. Vorder- und Rückseite: „Auf leicht vertieftem Grunde steht innerhalb einer erhabenen Umrandung ein griechisches nasenbesetztes Kreuz. Alle vier Kreuzarme haben die Form leicht eingekehlter Rhomben. Das Kreuz steht auf einem gleichschenkligen Dreieck. Die Verbindung zwischen Kreuz und Dreieck wird durch einen Rhombus gebildet“ (Müller/Baumann 1988, s. Lit.). Ursprünglicher Standort ca. 2 km westl. Gandersheim oberhalb der Gande am Fuße des Kemnadenbrinkes. 1863 entdeckt, als „Brücke“ über einen Graben beim Meierhof genutzt, später wieder aufgestellt. Wegen Ausbau der Umgehungsstraße (B 64) versetzt. | 34817867 | BW   |
| 51° 52′ 16″ N, 10° 1′ 12″ O | Bad Gandersheim 18, Kreuzstein       | Kreuzstein aus Kalkstein. H. 41,5 cm, Br. 32 cm. Auf der Schauseite ein erhabenes lateinisches Kreuz, dessen kurzes Kopfteil nur 5 cm hoch ist. Die L. der Kreuzarme ist ebenfalls sehr kurz. Der Kreuzschaft steht rechts neben der Symmetrieachse des Steines. Vermutlich sind daher die rechte Seite und auch das Kopfstück alt abgeschlagen. Vermutlich ehemals Grabstein. | 34817947 | BW   |
| 51° 52′ 16″ N, 10° 1′ 11″ O | Bad Gandersheim 19, Scheibenkreuz    | Scheibenkreuzstein aus Kalkstein. L. 53 cm, H. 40 cm. „Auf einer nur gering vertieften Scheibe steht erhaben ein gleicharmiges Kreuz, dessen Arme sich zu ihren Enden hin leicht verbreitern. Die Enden der Arme sind eingekehlt. Das Kreuzungsfeld wird durch eine 6,5 cm große Scheibe gebildet. Vermutlich wurde der Stein mit dem Kopfteil nach unten in die Mauer eingelassen“ (Müller/Baumann 1988, s. Lit.). Vermutlich ehemals Grabstein. | 34817948 | BW   |
| 51° 53′ 1″ N, 10° 0′ 1″ O   | Bad Gandersheim 20, Grabhügel        | Durchmesser ca. 18 m und Höhe ca. 1 m. Weit, ebenmäßig gewölbt ohne Störung. Rand schwach abgesetzt, nach NW allmählich auslaufend. | 34817949 | BW   |
| 51° 52′ 19″ N, 10° 1′ 37″ O | Bad Gandersheim 22, Burg Gandersheim | Burg bzw. Befestigung mit östl. gelegener Hauptburg und westl. anschließendem Wirtschaftshof (heute Bauhof). Sehr gut erhaltener Komplex auf einer Gesamtfläche von ca. 160 (W-O) × 80 m. Die rechteckige Hauptburg war ursprünglich von einem Wassergraben umgeben, der heute zugeschüttet ist. Im Osten der Kernburg steht das zweigeschossige Hauptgebäude mit rechteckigem Treppenturm. Im 17. Jh. muss es noch drei Stockwerke aufgewiesen haben. Der sog. Spieker im Westen beherbergte früher auch den Rittersaal. Zufahrt heute in der Südwestecke, früher erfolgte sie über den Torturm im Norden. Westlich schließt der Wirtschaftshof an. Vom einstigen Wirtschaftshof aus zugänglich.              | 34819464 |      |
| 51° 52′ 59″ N, 10° 0′ 9″ O  | Bad Gandersheim 41, Grabhügel        | Durchmesser ca. 13 m und Höhe ca. 0,7 m. Rund. Von Graben durchschnitten, Spuren (?) eines Anschnittes im NW. | 34817119 | BW   |

### Bad Gandersheim 1
- ID:34817981
- Grabhügelfeld mit ehemals 10 Hügeln (um 1890), davon 9 runde und ein ovaler. Erhalten sind 7 Grabhügel. Dm. 10 – 18 m, H. 0,6 – 2,5 m.

| Lage                        | Bezeichnung        | Beschreibung                                                                   | ID       | Bild |
| --------------------------- | ------------------ | ------------------------------------------------------------------------------ | -------- | ---- |
| 51° 53′ 18″ N, 9° 59′ 25″ O | Bad Gandersheim 1  | Größe ca. 18 × 12 m und Höhe ca. 1,5 m. Oval, NW-SO orientiert.                | 34817982 | BW   |
| 51° 53′ 18″ N, 9° 59′ 26″ O | Bad Gandersheim 2  | Durchmesser ca. 10 m und Höhe ca. 0,8 m. Rund, im SO angeschnitten.            | 34817983 | BW   |
| 51° 53′ 18″ N, 9° 59′ 26″ O | Bad Gandersheim 3  | Größe ca. 12 × 8 m und Höhe ca. 1,2 m. Oval, in der Mitte angeschnitten.       | 34818039 | BW   |
| 51° 53′ 17″ N, 9° 59′ 26″ O | Bad Gandersheim 4  | Durchmesser ca. 13 m und Höhe ca. 1,2 m. Rund, ungestört.                      | 34818040 | BW   |
| 51° 53′ 18″ N, 9° 59′ 27″ O | Bad Gandersheim 5  | Durchmesser ca. 16 m und Höhe ca. 1,2 m. Rund, Anschnitt bis zur Mitte von SO. | 34818041 | BW   |
| 51° 53′ 17″ N, 9° 59′ 27″ O | Bad Gandersheim 6  | Durchmesser ca. 16 m und Höhe ca. 2,5 m. Rund, kleiner Anschnitt im W.         | 34818054 | BW   |
| 51° 53′ 14″ N, 9° 59′ 25″ O | Bad Gandersheim 10 | Durchmesser ca. 12 m und Höhe ca. 0,6 m. Rund.                                 | 34818178 | BW   |

## Clus
| Lage                       | Bezeichnung                  | Beschreibung | ID       | Bild           |
| -------------------------- | ---------------------------- | --- | -------- | -------------- |
| 51° 53′ 0″ N, 10° 0′ 5″ O  | Clus 10, Grabhügel           | Durchmesser ca. 12 m und Höhe ca. 0,8 m. Rund, ungestört. | 34817187 | BW             |
| 51° 53′ 0″ N, 10° 1′ 51″ O | Clus 15, Kloster Brunshausen | Klosterkirche erhalten sowie der angrenzende Südflügel des Klosters, das Dominahaus. Ebenfalls erhalten das Fürstliche Haus und die ehem. Klostermühle (unterhalb der Kirche). Grabungen ab 1960 durch Niquet nordwestl. des Klosterbereichs und im Klosterhof legten Fundamente frei, deren Anlage in das 8./9. Jh. zurückgeht (sächsischer Herrensitz?). In einem Suchschnitt konnte wenig nördl. der Klosterkirche an der Böschung eine Umfassungsmauer nachgewiesen werden, die hier auf eine Kulturschicht des 13. Jhs. aufgesetzt war. | 34819922 | Weitere Bilder |

### Clus 1
- ID:34817188
- Grabhügelfeld.

| Lage                        | Bezeichnung | Beschreibung                                                           | ID       | Bild |
| --------------------------- | ----------- | ---------------------------------------------------------------------- | -------- | ---- |
| 51° 53′ 21″ N, 9° 59′ 23″ O | Clus 1      | Größe ca. 10 × 12 m und Höhe ca. 1,2 m. Annähernd oval. Ungestört.     | 34817189 | BW   |
| 51° 53′ 22″ N, 9° 59′ 23″ O | Clus 2      | Durchmesser ca. 17 m und Höhe ca. 1,5 m. Rund. Ungestört.              | 34817293 | BW   |
| 51° 53′ 21″ N, 9° 59′ 22″ O | Clus 3      | Durchmesser ca. 10 m und Höhe ca. 0,7 m. Rund. Durchschnitten.         | 34817617 | BW   |
| 51° 53′ 22″ N, 9° 59′ 22″ O | Clus 4      | Durchmesser ca. 10 m und Höhe ca. 0,8 m. Rund. Störung in Hügelkuppe.  | 34817618 | BW   |
| 51° 53′ 23″ N, 9° 59′ 23″ O | Clus 5      | Durchmesser ca. 17 m und Höhe ca. 1 m. Rund. Ungestört.                | 34817619 | BW   |
| 51° 53′ 20″ N, 9° 59′ 24″ O | Clus 6      | Durchmesser ca. 12 m und Höhe ca. 0,6 m. Rund. Vom Weg durchschnitten. | 34817704 | BW   |
| 51° 53′ 20″ N, 9° 59′ 25″ O | Clus 7      | Durchmesser ca. 5 m und Höhe ca. 0,3 m. Rund. Ungestört.               | 34817705 | BW   |
| 51° 53′ 19″ N, 9° 59′ 27″ O | Clus 8      | Durchmesser ca. 10 m und Höhe ca. 1,5 m. Rund. Im SSW angeschnitten.   | 34817706 | BW   |

## Dankelsheim
| Lage                        | Bezeichnung               | Beschreibung | ID       | Bild |
| --------------------------- | ------------------------- | --- | -------- | ---- |
| 51° 53′ 32″ N, 9° 58′ 58″ O | Dankelsheim 12, Grabhügel | Durchmesser ca. 16 m und Höhe ca. 1,7 m. In der Kuppe quadratischer Anschnitt, der wahrscheinlich in den 1920er Jahren vorgenommen wurde. | 34819519 | BW   |
| 51° 53′ 31″ N, 9° 58′ 58″ O | Dankelsheim 13, Grabhügel | Durchmesser ca. 12 m und Höhe ca. 0,6 m. In Kuppe eine Eingrabung.                                                                        | 34819576 | BW   |

### Dankelsheim 1
- ID:34817731
- Grabhügelfeld.

| Lage                        | Bezeichnung    | Beschreibung                                                                                        | ID       | Bild |
| --------------------------- | -------------- | --------------------------------------------------------------------------------------------------- | -------- | ---- |
| 51° 53′ 23″ N, 9° 59′ 21″ O | Dankelsheim 1  | Durchmesser ca. 12 m und Höhe ca. 1,2 m. Rund. Ungestört.                                           | 34817732 | BW   |
| 51° 53′ 23″ N, 9° 59′ 22″ O | Dankelsheim 2  | Größe ca. 18 × 8 m und Höhe ca. 1,5 m. Oval. Von altem Grenzgraben durchschnitten, sonst ungestört. | 34817733 | BW   |
| 51° 53′ 24″ N, 9° 59′ 22″ O | Dankelsheim 3  | Durchmesser ca. 15 m und Höhe ca. 2,5 m. Rund. Von altem Grenzgraben durchzogen, sonst ungestört.   | 34817789 | BW   |
| 51° 53′ 23″ N, 9° 59′ 21″ O | Dankelsheim 4  | Durchmesser ca. 12 m und Höhe ca. 1,2 m. Rund. In der Kuppe leicht angeschnitten.                   | 34817790 | BW   |
| 51° 53′ 24″ N, 9° 59′ 21″ O | Dankelsheim 5  | Durchmesser ca. 8 m und Höhe ca. 0,7 m. Rund. Ungestört.                                            | 34817831 | BW   |
| 51° 53′ 24″ N, 9° 59′ 20″ O | Dankelsheim 6  | Durchmesser ca. 29 m und Höhe ca. 1 m. Rund. Kuppe abgeflacht.                                      | 34817832 | BW   |
| 51° 53′ 24″ N, 9° 59′ 20″ O | Dankelsheim 7  | Durchmesser ca. 15 m und Höhe ca. 0,6 m. Rund. Von Weg durchschnitten.                              | 34817833 | BW   |
| 51° 53′ 24″ N, 9° 59′ 19″ O | Dankelsheim 8  | Durchmesser ca. 16 m und Höhe ca. 2,5 m. Rund. Kleine Kuppenmulde.                                  | 34817854 | BW   |
| 51° 53′ 24″ N, 9° 59′ 20″ O | Dankelsheim 9  | Durchmesser ca. 14 m und Höhe ca. 1 m. Rund. Ungestört.                                             | 34817855 | BW   |
| 51° 53′ 25″ N, 9° 59′ 19″ O | Dankelsheim 10 | Durchmesser ca. 14 m und Höhe ca. 1,2 m. Rund.                                                      | 34817856 | BW   |
| 51° 53′ 26″ N, 9° 59′ 20″ O | Dankelsheim 11 | Durchmesser ca. 12 m und Höhe ca. 0,6 m. Ungestört.                                                 | 34817865 | BW   |

## Ellierode
| Lage                        | Bezeichnung            | Beschreibung                                                         | ID       | Bild |
| --------------------------- | ---------------------- | -------------------------------------------------------------------- | -------- | ---- |
| 51° 49′ 57″ N, 10° 2′ 11″ O | Ellierode 2, Grabhügel | Durchmesser ca. 15 m und Höhe ca. 1 m. Rund.                         | 34819609 | BW   |
| 51° 49′ 54″ N, 10° 2′ 8″ O  | Ellierode 3, Grabhügel | Durchmesser ca. 15 m und Höhe ca. 1 m. Rund.                         | 34819610 | BW   |
| 51° 49′ 57″ N, 10° 1′ 41″ O | Ellierode 4, Grabhügel | Durchmesser ca. 14 m und Höhe ca. 1 m. Annähernd rund.               | 34819608 | BW   |
| 51° 50′ 9″ N, 10° 1′ 25″ O  | Ellierode 6, Grabhügel | Durchmesser ca. 25 m und Höhe ca. 1 m. Annähernd rund. Einkuhlungen. | 34819578 | BW   |

## Gremsheim
| Lage                       | Bezeichnung              | Beschreibung | ID       | Bild |
| -------------------------- | ------------------------ | --- | -------- | ---- |
| 51° 54′ 32″ N, 10° 5′ 7″ O | Gremsheim 1, Krochenburg | Besteht aus einer kleinen Wall-Graben-Anlage mit quadratischem Grundriss bei 22 m äußerer Seitenlänge. Innen misst sie von Wallkrone zu Wallkrone 12 m. Der Wall erhebt sich noch ca. 0,7 m über das umgebende Gelände, wobei die vier Ecken deutlich erhöht sind. Die Tiefe des vorgelagerten Grabens beträgt max. 0,7 m. Von dem 1780 noch vorhandenen „steinernen Gemäuer“, das vermutlich die Reste eines Turmes darstellte, ist heute keine Spur mehr vorhanden. | 34819945 | BW   |

## Harriehausen
| Lage                       | Bezeichnung                | Beschreibung                                 | ID       | Bild |
| -------------------------- | -------------------------- | -------------------------------------------- | -------- | ---- |
| 51° 50′ 5″ N, 10° 6′ 14″ O | Harriehausen 32, Grabhügel | Durchmesser ca. 11 m und Höhe ca. 1 m. Rund. | 34818230 | BW   |

## Heckenbeck
| Lage                        | Bezeichnung             | Beschreibung | ID       | Bild |
| --------------------------- | ----------------------- | --- | -------- | ---- |
| 51° 54′ 21″ N, 9° 56′ 46″ O | Heckenbeck 2, Grabhügel | Größe ca. 18 × 12 m und Höhe ca. 1 m. Gut erhalten. Oval, N-S orientiert. Im Zentrum große längliche Einkuhlung. | 34819518 | BW   |
| 51° 54′ 19″ N, 9° 56′ 46″ O | Heckenbeck 3, Grabhügel | Durchmesser ca. 13 m und Höhe ca. 0,7 m. Im S-Bereich kleine Eingrabung.                                         | 34819517 | BW   |

## Wrescherode
| Lage                        | Bezeichnung              | Beschreibung                                            | ID       | Bild |
| --------------------------- | ------------------------ | ------------------------------------------------------- | -------- | ---- |
| 51° 50′ 48″ N, 10° 2′ 25″ O | Wrescherode 2, Grabhügel | Durchmesser ca. 8 m und Höhe ca. 0,3 m. Annähernd rund. | 34819630 | BW   |
| 51° 50′ 46″ N, 10° 2′ 25″ O | Wrescherode 3, Grabhügel | Durchmesser ca. 14 m und Höhe ca. 1 m. Annähernd rund.  | 34819631 | BW   |